# Shura de Quetta
Shura de Quetta é uma organização militante composta pela alta liderança do Talibã afegão, que se acredita estar baseada desde cerca de 2001, na cidade de Quetta na província do Baluchistão do Paquistão.  A Shura foi formada depois que o Emirado Islâmico do Afeganistão foi derrubado no final de 2001 e a alta liderança, incluindo mulá Mohammed Omar, fugiu para o Paquistão. Em fevereiro de 2010, vários dos principais membros do Quetta Shura, que estavam dispersos em várias cidades e vilas no Paquistão, foram detidos pelo Inter-Services Intelligence do Paquistão (ISI). O Paquistão concordou em repatriá-los para o Afeganistão caso não fossem encontrados crimes cometidos no Paquistão.

## História e desenvolvimento
Após o fim do regime talibã em 2002, várias pessoas, totalizando dez indivíduos que ocuparam cargos no governo anterior, formaram um Conselho de Líderes (Rabbari Shura). Essas dez pessoas eram: oito comandantes veteranos de alto escalão (isto é, de elite) originalmente localizados na área sul do Afeganistão, outro oriundo de Paktika e outro da província de Paktia. O número da Shura foi posteriormente aumentado em março de 2003 para 33 indivíduos. Durante outubro de 2006, o Conselho Consultivo (majlis al-shura) foi formado, compreendendo uma série de conselheiros para treze membros principais. 